# Rhodora
Rhodora est une revue scientifique à comité de lecture publiée par le New England Botanical Club, depuis 1899. Elle est principalement consacrée à la flore d'Amérique du Nord.
D'après le Journal Citation Reports, le facteur d'impact de ce journal était de 0,200 en 2009. La directrice de publication est Nishanta Rajakaruna et la responsable de la publication est Kathleen McCauley.